# Phylloscypha phyllogena

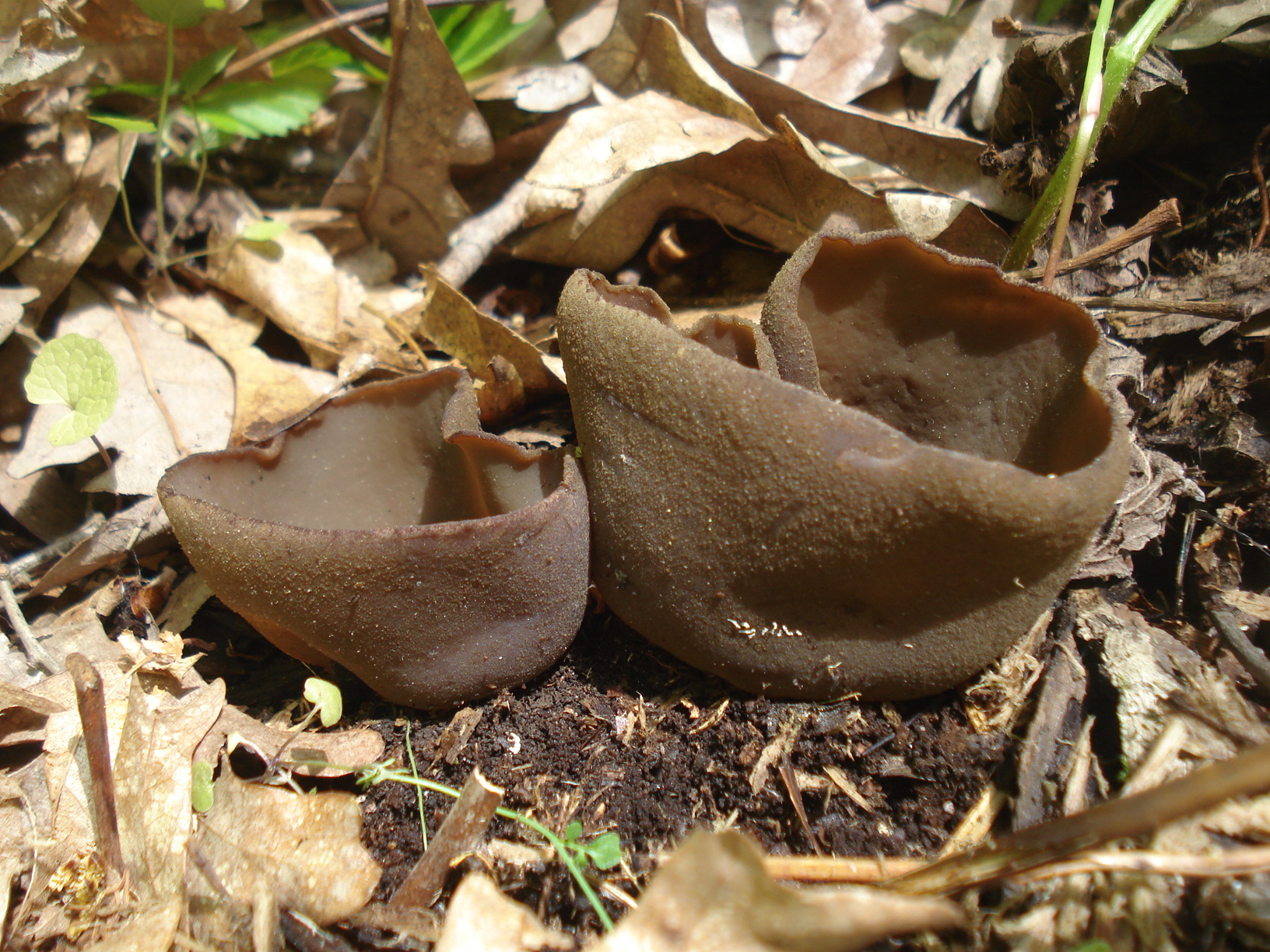

Phylloscypha phyllogena (Cooke) Van Vooren – gatunek grzybów z rodziny kustrzebkowatych (Pezizaceae).

## Systematyka i nazewnictwo
Pozycja w klasyfikacji według Index Fungorum: Phylloscypha, Pezizaceae, Pezizales, Pezizomycetidae, Pezizomycetes, Pezizomycotina, Ascomycota, Fungi.
Po raz pierwszy opisał go w 1877 r. Mordecai Cubitt Cooke, nadając mu nazwę Peziza phyllogena. W 2020 r. Nicolas Van Vooren po przeprowadzeniu badań filogenetycznych przeniósł go do rodzaju Phylloscypha. Synonimy:
- Aleuria olivacea Boud. 1897
- Galactinia badioconfusa (Korf) Svrček & Kubička 1963
- Galactinia olivacea Boud. 1907
- Peziza badioconfusa Korf 1955
- Peziza olivacea Sacc. & P. Syd. 1899
- Peziza phyllogena Cooke 1877
- Plicaria olivacea Keissl. 1922[2].

## Morfologia
Askokarpy
Typu apotecjum o średnicy 3–15 cm, bez trzonu, początkowo miseczkowate, potem, spłaszczające się, gdy rosną w skupisku często stają się nieregularne i pogięte. Powierzchnia górna gładka, brązowa do czerwonawobrązowej, fioletowobrązowej lub oliwkowobrązowej, powierzchnia zewnętrzna szorstka lub drobno oprószona do ziarnistej z drobnymi, czerwonawymi do pomarańczowych włóknami, zwłaszcza na brzegu. Miąższ brązowawy i kruchy bez wyraźnego zapachu i smaku.
Cechy mikroskopowe
Askospory 14–21 × 6,5–10,5 µm, w okresie niedojrzałym wrzecionowato-eliptyczne, w stanie dojrzałym drobno szorstko-brodawkowate, często z gładkimi czapkami na wierzchołkach. Worki ośmiozarodnikowe, do 285 × 15 µm, o wierzchołkach niebieszczejących w odczynniku Melzera. Pod działaniem KOH strzępki ani zarodniki nie zmieniają się (KOH-).

## Zasięg występowania i siedlisko
Występuje w Ameryce Północnej, Europie, Azji, na Nowej Zelandii i południowym krańcu Ameryki Południowej. W Polsce M.A. Chmiel w 2006 r. przytoczyła 4 stanowiska (jako Peziza badioconfusa), w następnych latach podano kilka nowych (także jako P. badioconfusa).
Grzyb saprotroficzny rozwijający się na spróchniałym drewnie na ziemi. Owocniki pojawiają się pojedynczo, stadnie lub w małych grupkach, zwykle w pobliżu próchniejącego drewna lub na nim, w glebie bogatej w ligninę. Najczęściej występuje w lasach sosnowych, ale pojawia się również pod drzewami liściastymi.